# Giorgio De Trizio
Giorgio De Trizio (Bari, 28 febbraio 1961) è un allenatore di calcio ed ex calciatore italiano, di ruolo difensore, tecnico della Levante Bitritto U-17.

## Carriera

### Calciatore
Da calciatore è stato una bandiera del Bari dove ha militato per 9 stagioni, spaziando dalla Serie C alla Serie B, annoverando anche una stagione in massima serie nel 1985-1986. È al momento il quarto giocatore di sempre con più presenze in maglia biancorossa: i suoi 273 gettoni lo pongono dietro a Giovanni Loseto, Mario Mazzoni e Jean François Gillet.
Lasciata la Puglia, disputa una stagione con la maglia del Pescara, due con la maglia del Messina e una conclusiva con quella della Fidelis Andria.

### Allenatore
Dopo il ritiro, dapprima ha allenato il Bitonto in Eccellenza per la stagione 1994-1995, giocando anche 2 gare, successivamente è entrato nello staff tecnico giovanile del Bari dove ha allenato dapprima i Giovanissimi regionali, dal 2002 gli Allievi nazionali e dal 2010 gli Allievi regionali.
Nel luglio 2011 diventa allenatore del Bisceglie.
Il 31 ottobre dello stesso anno rassegna le sue dimissioni.
Con la nuova Bari diviene nuovamente allenatore dei Giovanissimi Nazionali.. L'incarico termina dopo la mancata iscrizione della Football Club Bari 1908 alla Serie B 2018-2019 e il conseguente fallimento.
Dopo il fallimento della società biancorossa, entra a far parte del settore giovanile del Monopoli, dove gli viene affidata la guida tecnica dell'Under 16.
Nella stagione 2019-2020, è responsabile del settore giovanile della United Sly Bari, con il quale rescinde consensualmente il 16 giugno 2020.
Il 24 giugno 2020, diventa responsabile tecnico e allenatore della formazione Under 17 nella Levante Bitritto 2008.

## Palmarès
- Campionato italiano Serie C: 1

Bari: 1983-1984